# Planetová převodovka

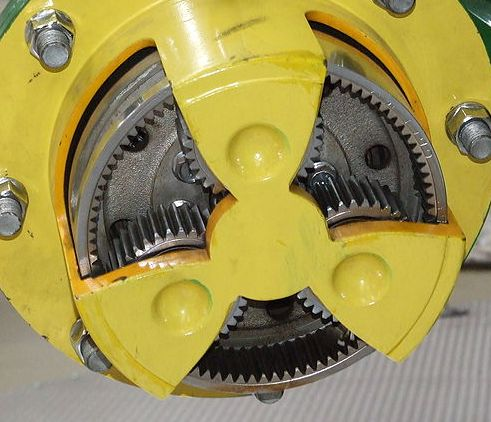
Planetová převodovka z traktoru

Planetová převodovka je tvořena planetovým převodem nebo jejich sestavou v případě vícestupňové planetové převodovky. Samotný planetový převod je pak tvořen centrálním kolem, satelity, unášečem satelitů a korunovým kolem. Centrální kolo, korunové kolo a unášeč satelitů mají společnou osu. Satelity jsou uloženy na unášeči a jsou v záběru v centrálním i korunovém kole.

## Výhody

Jedna z variant převodu

- oproti klasickým převodovkám má menší rozměry
- jednodušší řazení díky kolům ve stálém záběru
- větší životnost než kola v klasické převodovce
- snadné dosažení velkého převodového poměru vzhledem k rozměrům
- pouze momentové reakce, symetrická distribuce zátěže
- více převodových kombinací
- vstup i výstup je na stejné ose – někdy výhodné

## Nevýhody
- větší zatížení ložisek
- složitější než klasická převodovka
- dražší výroba oproti klasickým převodovkám (komplikovanější montáž a přístupnost)
- u vícestupňové převodovky mají nezabírající volně se protáčející stupně určité tření

## Princip činnosti

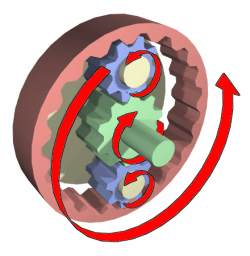
Princip činnosti planetového soukolí. Popis: červeně – korunové kolo, zeleně – centrální kolo (pastorek), modře – satelity; satelity jsou připevněny na unášeč satelitů. V tomto případě je unášeč satelitů zastavený.

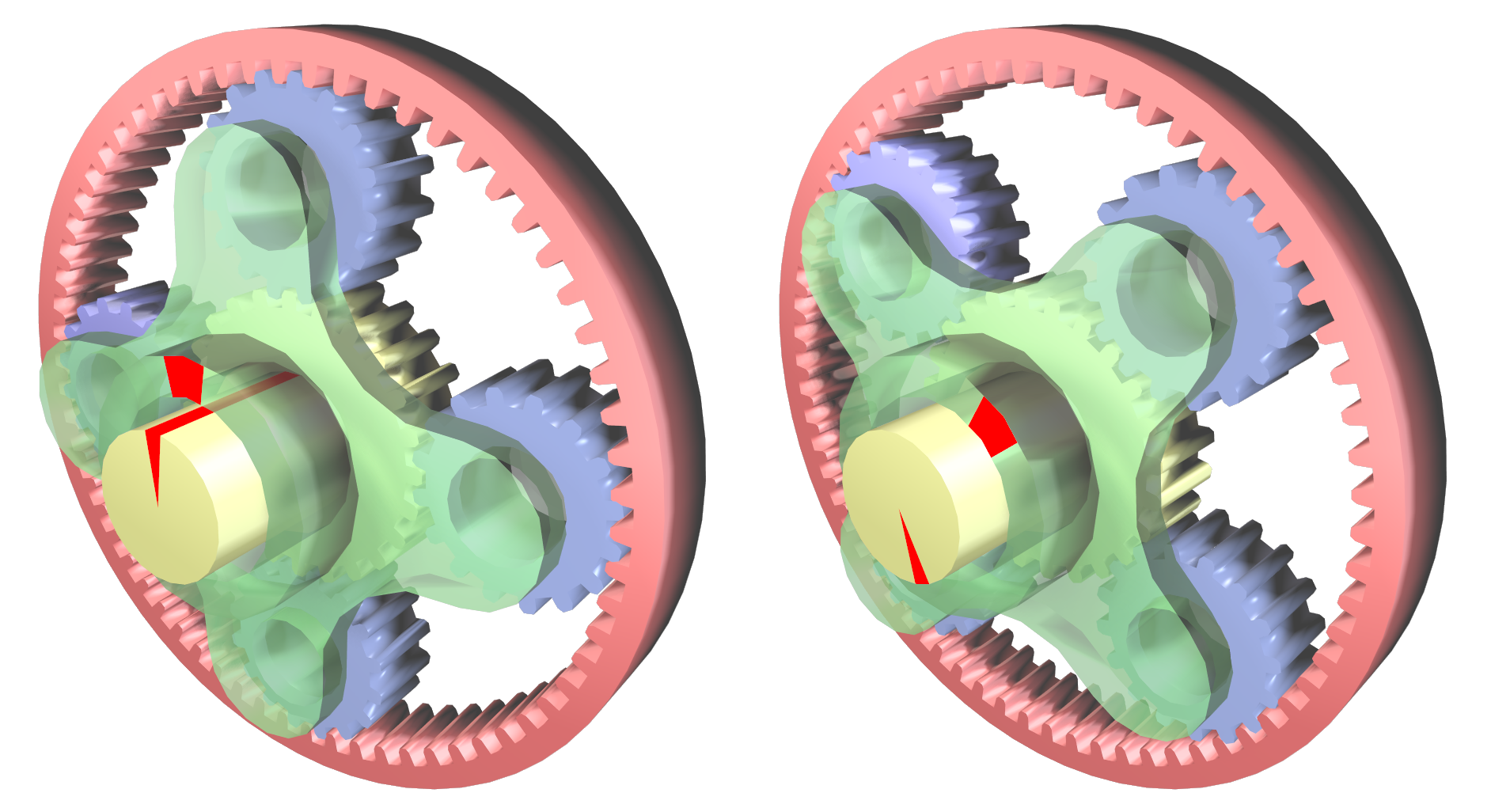
Vyznačení úhlu natočení při pohybu

Jedna ze tří rotačních částí – centrální kolo, korunové kolo a unášeč satelitů – je zastavena a zbylé dvě slouží jako vstup a výstup (nebo naopak). Při činnosti se vždy satelity otáčejí okolo své osy a tím přenášejí rotaci (točivý moment a rychlost otáčení) ze vstupu na výstup. Rychlostní stupně se řadí zabrzděním nebo odbrzděním některé části převodovky. K brzdění jednotlivých částí se používají především lamelové spojky. Při ponechání všech rotačních částí volných funguje převod jako diferenciál – jedna rotační část, obvykle unášeč, je vstup; zbylé dvě jsou výstupy diferenciálu.

## Převodové poměry
Označení:
- C – počet zubů centrálního kola
- K – počet zubů korunového kola

Pro zabrzděné korunové kolo
Pokud točivý moment přivádíme
na unášeč satelitů a odebíráme jej z centrálního kola, je poměr otáček výstupu vůči vstupu roven
(C+K)/C
a převod zvyšuje rychlost rotace. Samozřejmě při přehození vstupu a výstupu je poměr opačný a převod je zpomalující.
Pro zabrzděný unášeč satelitů
Pokud je točivý moment přiváděn na centrální kolo a odebírá se z korunového kola, dojde k obrácení smyslu otáčení (vyjádřeno znaménkem minus) a poměr otáček výstupu vůči vstupu je roven
−K/C.
Pro zabrzděné centrální kolo
Pokud je točivý moment přiváděn na unášeč satelitů a odebírá se z korunového kola, je poměr otáček výstupu vůči vstupu roven
(K+C)/K.
Přímý záběr
Pro přímý záběr – poměr otáček 1:1 – musí být všechna kola spojena. Poté se satelity nebudou odvalovat a fungují pouze jako jakési spojky mezi centrálním a korunovým kolem.

## Galerie

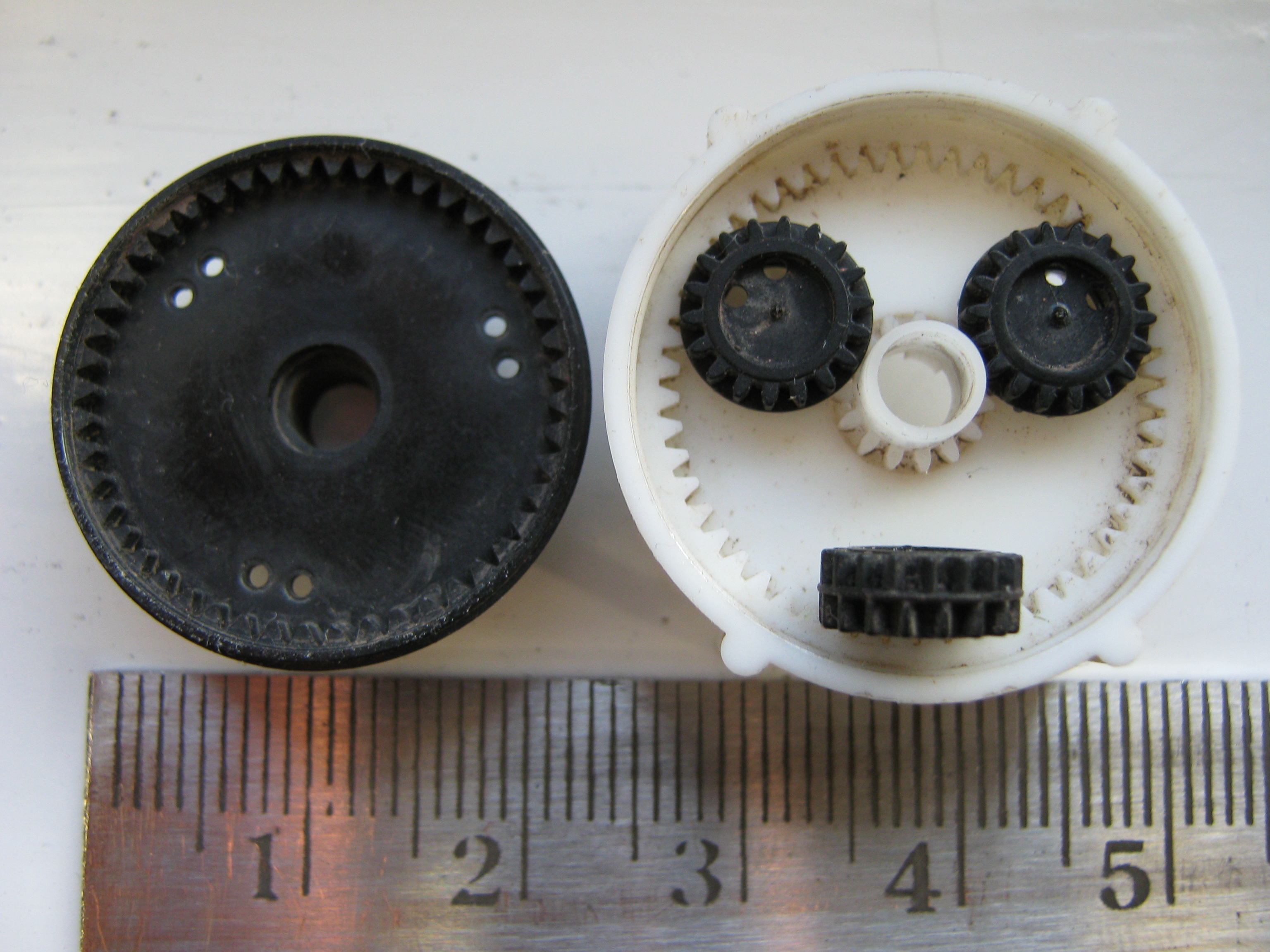
Planetové soukolí z regulátoru polohy zpětného zrcátka u automobilu.
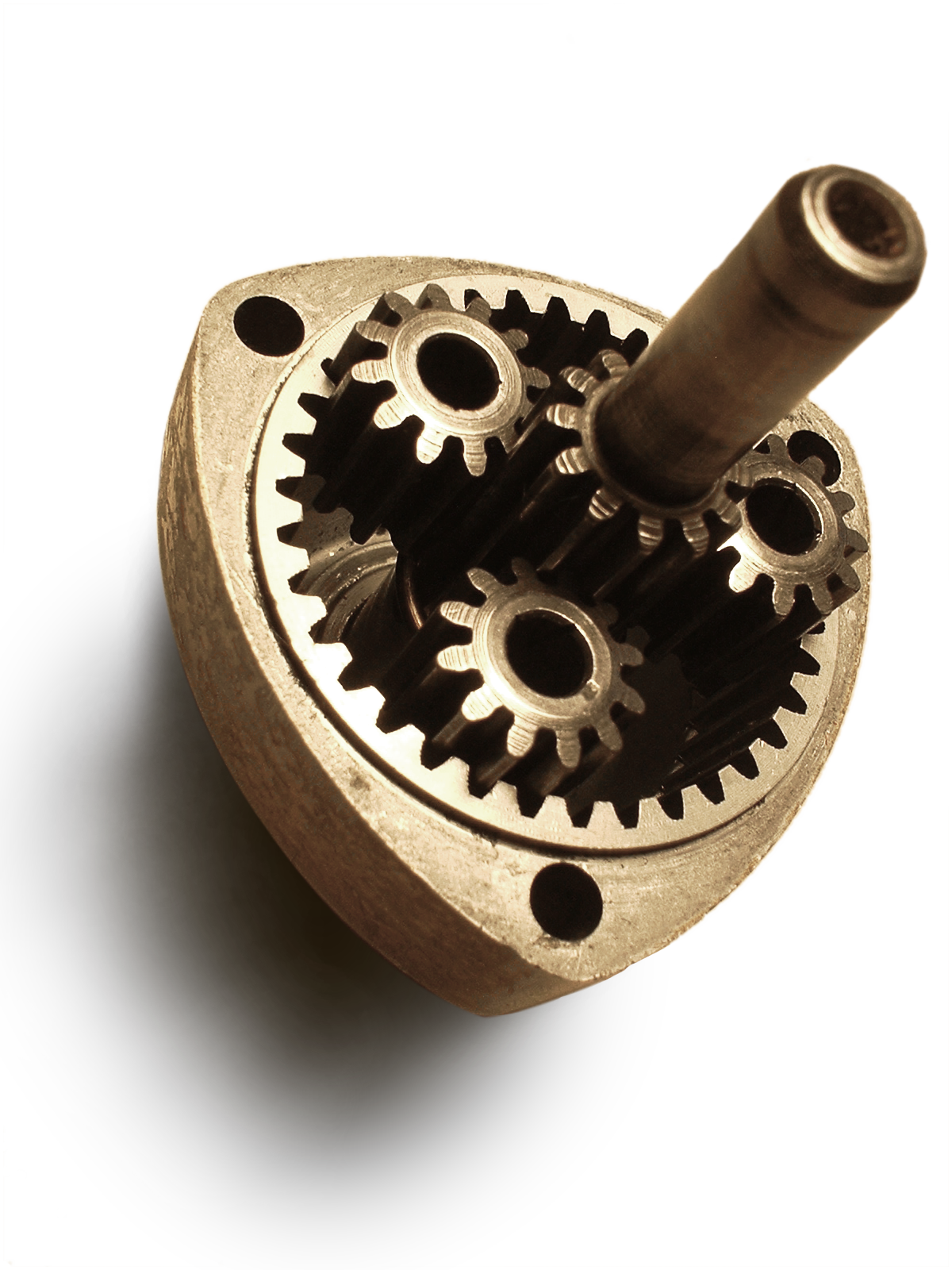
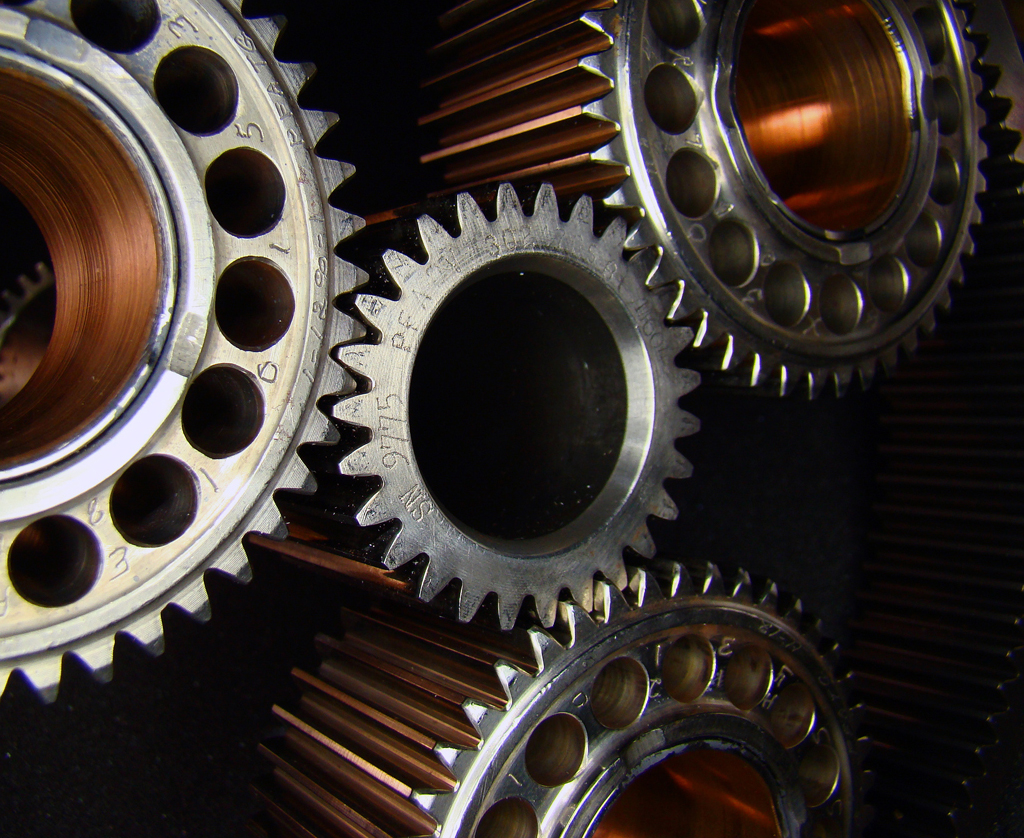
Redukce motoru Pratt & Whitney Canada PT6.
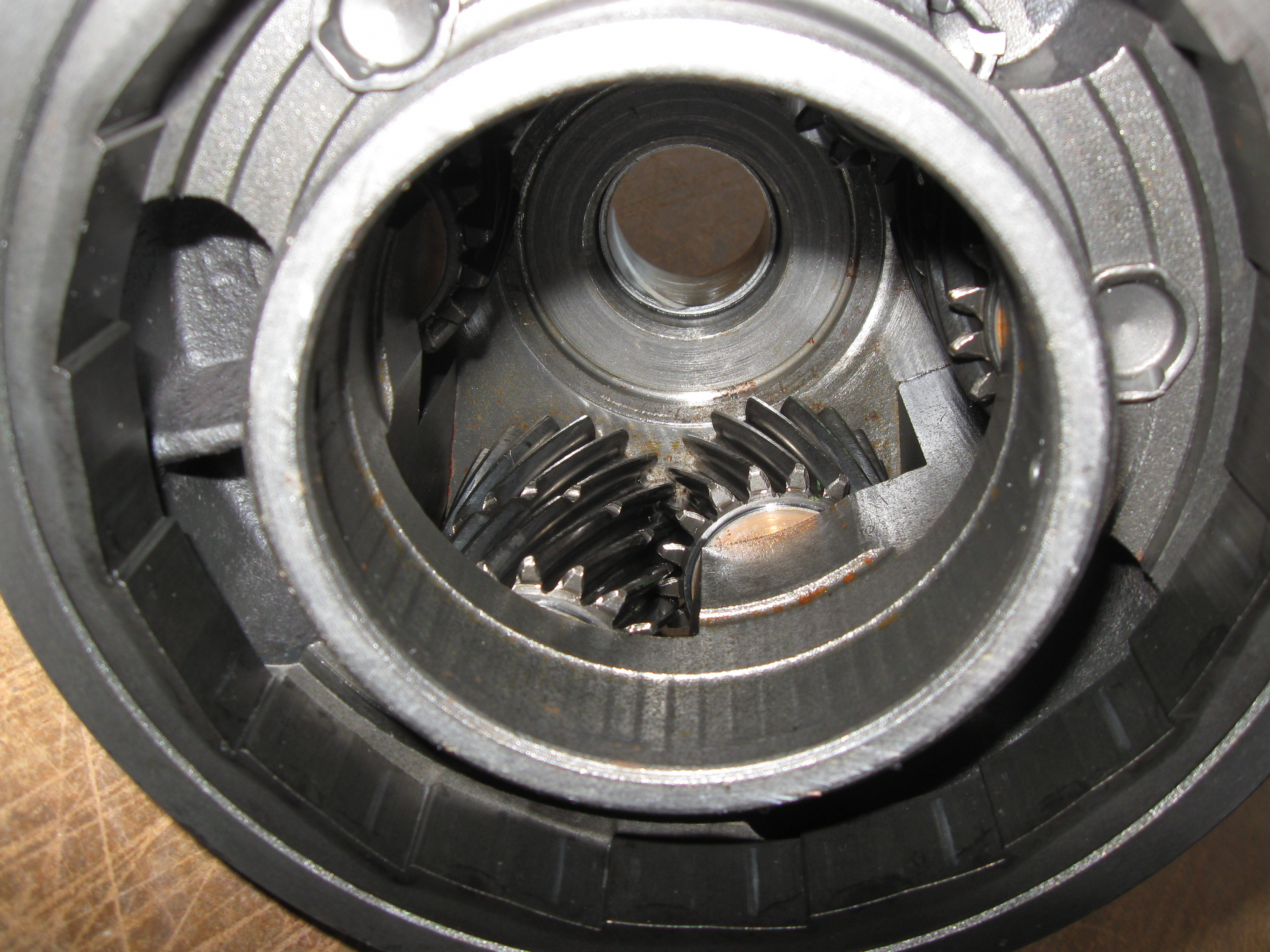
Jedna ze tří sad tří ozubených kol uvnitř planetového unášeče Ford FMX